# كونكورديا سولا سيكيا
كونكورديا سولا سيكيا (بالإيطالية: Bastiglia)‏ هي بلدية في مقاطعة مودينا في إقليم إميليا رومانيا الإيطالي.

## السكان
في سنة 1861 بلغ عدد السكان 8٬775 نسمة، وتطور العدد ليصل في سنة 2011 لـ 8٬968 نسمة.
يظهر هذا المخطط البياني تطور النمو السكاني لـ كونكورديا سولا سيكيا